# August af Slesvig-Holsten-Sønderborg-Beck
August, Hertug af Slesvig-Holsten-Sønderborg-Beck (13. februar 1652 – 26. september 1689) var den anden titulære hertug af Slesvig-Holsten-Sønderborg-Beck fra 1675 til 1689. Han var søn af hertug August Philip af Slesvig-Holsten-Sønderborg-Beck, og dermed tipoldebarn af kong Christian 3. af Danmark. Han blev efterfulgt af sin eneste søn, Frederik Vilhelm.

## Biografi
August blev født den 13. februar 1652 på Haus Beck i Westfalen i Tyskland som den ældste søn af hertug August Philip af Slesvig-Holsten-Sønderborg-Beck i hans andet ægteskab med Maria Sibylla af Nassau-Saarbrücken. Faderen havde efter et arveforlig i 1633 afbrudt forbindelsen til Danmark og var 21 år gammel rejst til Tyskland, hvor han gjorde karriere som officer. I 1646 havde han købt riddergodset Haus Beck i Westfalen af sin søster Sophie Katharina, der var gift med grev Anton Günther af Oldenborg. Haus Beck lagde navn til den fyrstelinje han grundlagde, Slesvig-Holsten-Sønderborg-Beck.
Haus Beck lå i Fyrstendømmet Minden, der fra 1648 hørte under Kurfyrstendømmet Brandenburg. Brandenburg havde for at kunne udbygge sin hær et stort behov for soldatter og officerer. For at opnå en officersgrad var adelig herkomst den vigtigste forudsætning, og det var derfor nærliggende for August at gøre karriere som officerer. Han blev generalmajor i den brandenburgske hær.
Hertug August døde af dysenteri den 26. september 1689 nær Bonn. Han blev efterfulgt som hertug af sin eneste søn, Frederik Vilhelm.

## Ægteskab og børn
Hertug August giftede sig i 1676 med grevinde Hedvig Louise til Lippe-Alverdissen (1650–1731), datter af Philip 1. af Lippe-Alverdissen (stamfader til Huset Schaumburg-Lippe). I ægteskabet blev der født to børn:
- Dorothea Henriette af Slesvig-Holsten-Sønderborg-Beck (1678–1750)
- Frederik Vilhelm (1682–1719), hertug af Slesvig-Holsten-Sønderborg-Beck, gift med Maria di Sanfre.

## Eksterne links
- Hans den Yngres efterkommere